# K'Lavon Chaisson
K'Lavon Chaisson (Houston, 25 luglio 1999) è un giocatore di football americano statunitense che milita nel ruolo di defensive end per i New England Patriots della National Football League (NFL). Al college ha giocato per Louisiana State (LSU).

## Carriera universitaria

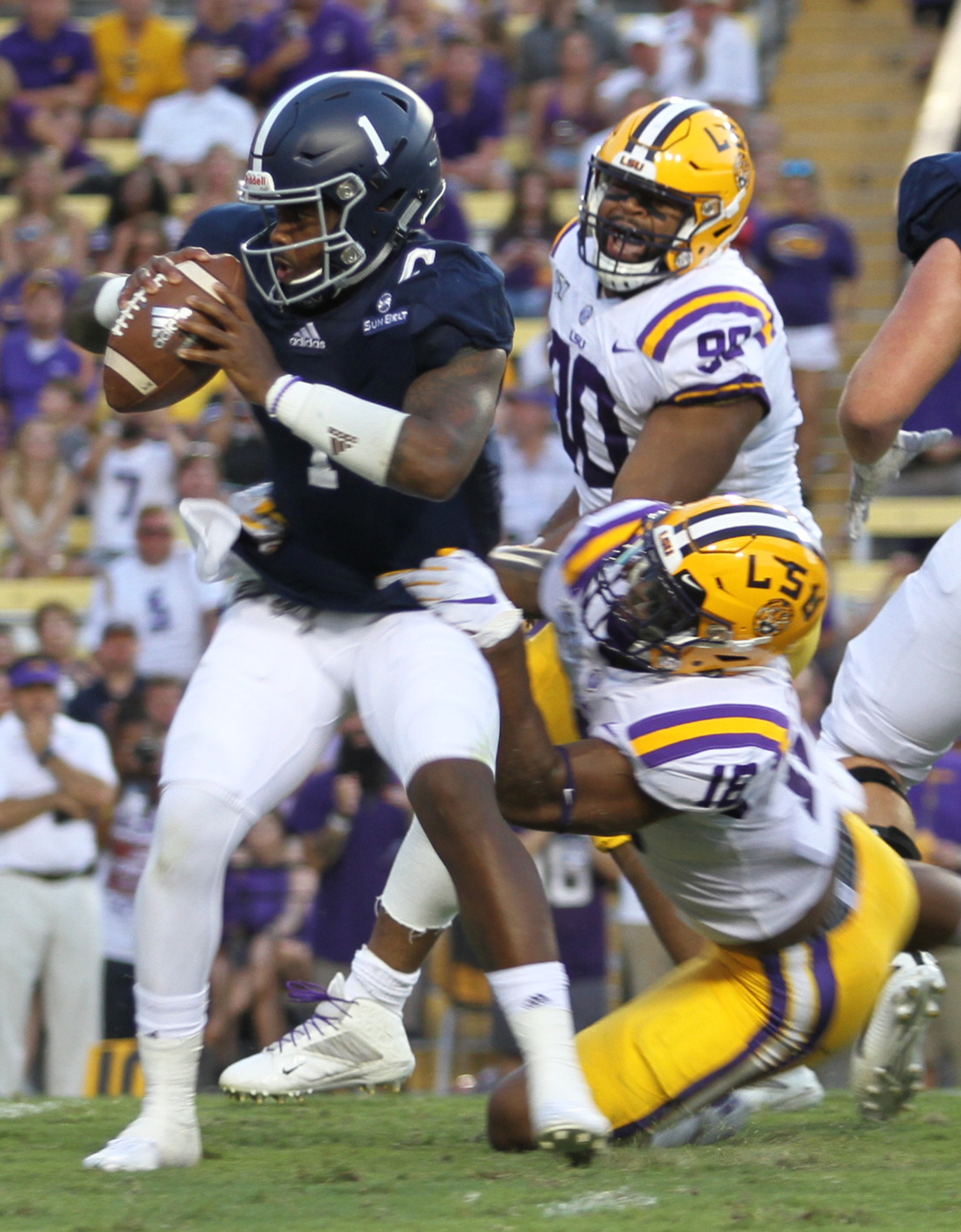
Sack di Chaisson sul quarterback di Georgia Southern nel 2019

Nella sua prima stagione a LSU, Chaisson partì come titolare nella prima gara della stagione BYU e a fine anno fu inserito nella formazione ideale dei debuttanti della Southeastern Conference dopo avere fatto registrare 27 tackle e 2 sack in 12 presenze, 3 delle quali come titolare. L'anno seguente fu nominato outside linebacker prima di rompersi il legamento crociato anteriore e chiudere la sua stagione.
Nel 2019 Chaisson mise a segno 60 tackle e guidò la squadra con 6,5 sack, venendo inserito nella formazione ideale della SEC. Fu anche premiato come miglior difensore del Peach Bowl 2019 dopo 6 tackle e 2 sack contro Oklahoma. A fine anno conquistò il campionato NCAA.

## Carriera professionistica

### Jacksonville Jaguars
Chaisson fu scelto nel corso del primo giro (20º assoluto) del Draft NFL 2020 dai Jacksonville Jaguars. Debuttò come professionista nella gara del primo turno contro gli Indianapolis Colts mettendo a segno 2 tackle.  La settimana seguente fece registrare il suo primo sack su Ryan Tannehill dei Tennessee Titans. La sua stagione da rookie si concluse con 19 tackle disputando tutte le 16 partite, di cui 3 come titolare.
Nella sua seconda stagione da professionista, nel 2021, Chaisson giocò 15 partite, di cui 8 come titolare, mettendo a tabellino 31 tackle e un sack.
L'11 ottobre 2022 Chaisson fu spostato in lista riserve/infortunati per un infortunio al ginocchio. Fu reinserito nel roster attivo il 10 dicembre successivo. Concluse la stagione 2022 con 9 presenze tutte da subentrante con 10 tackle e un sack.
Il 1º maggio 2023 i Jaguars annunciarono che non avrebbero sfruttato l'opzione di prolungare per un quinto anno il contratto da rookie di Chaisson, rendendolo quindi free agent al termine della stagione. Nella stagione 2023 giocò tutte le 17 gare stagionali, nessuna da titolare, collezionando 13 tackle e due sack.

### Carolina Panthers
Il 16 marzo 2024 Chaisson firmò con i Carolina Panthers. Il 3 settembre fu svincolato.

### Las Vegas Raiders
Il 10 settembre 2024 Chaisson firmò per la squadra di allenamento dei Las Vegas Raiders.
Fu promosso nel roster attivo il 5 ottobre. In stagione giocò 15 partite, di cui 4 come titolare, totalizzando 32 tackle, di cui 15 in solitaria, un intercetto, un fumble forzato, due passaggi deviati e 5,0 sack, tutti record personali.

### New England Patriots
Il 17 marzo 2025 Chaisson firmò con i New England Patriots per un anno a 5 milioni di dollari.

## Statistiche

### Stagione regolare
| Stagione | Stagione | Stagione | Stagione | Difesa  | Difesa  | Difesa  | Difesa | Difesa | Difesa | Difesa  |
| Anno     | Squadra  | P        | PT       | T. tot. | T. sol. | T. ass. | Sack   | Int.   | P. Dev | Fmb. F. |
| -------- | -------- | -------- | -------- | ------- | ------- | ------- | ------ | ------ | ------ | ------- |
| 2020     | JAC      | 16       | 3        | 19      | 12      | 7       | 1,0    | 0      | 1      | 0       |
| 2021     | JAC      | 15       | 8        | 31      | 20      | 11      | 1,0    | 0      | 0      | 0       |
| 2022     | JAC      | 9        | 0        | 19      | 7       | 3       | 1,0    | 0      | 0      | 0       |
| 2023     | JAC      | 17       | 0        | 13      | 9       | 4       | 2,0    | 0      | 1      | 0       |
| 2024     | LV       | 15       | 4        | 32      | 19      | 13      | 5,0    | 1      | 2      | 1       |
| Totale   | Totale   | 72       | 15       | 105     | 67      | 38      | 10,0   | 1      | 4      | 1       |

### Playoff
| Stagione | Stagione | Stagione | Stagione | Difesa  | Difesa  | Difesa  | Difesa | Difesa | Difesa  |
| Anno     | Squadra  | P        | PT       | T. tot. | T. sol. | T. ass. | Sack   | P. Dev | Fmb. F. |
| -------- | -------- | -------- | -------- | ------- | ------- | ------- | ------ | ------ | ------- |
| 2022     | JAC      | 2        | 0        | 3       | 1       | 2       | 0,0    | 0      | 0       |
| Totale   | Totale   | 2        | 0        | 3       | 1       | 2       | 0,0    | 0      | 0       |

Fonte: Football Database
In grassetto i record personali in carriera